# Pyramidologie

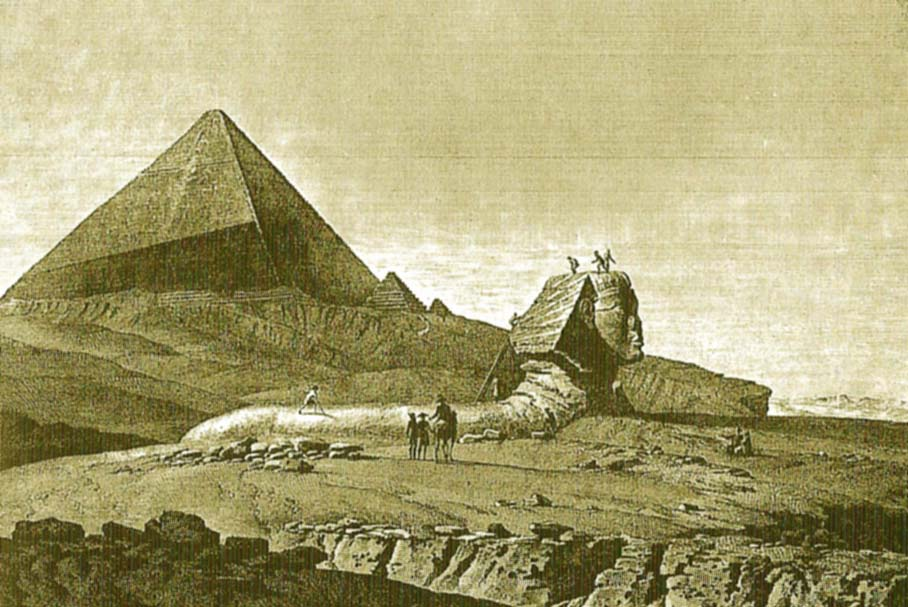
Pyramida a sfinga (v publikaci z roku 1810)

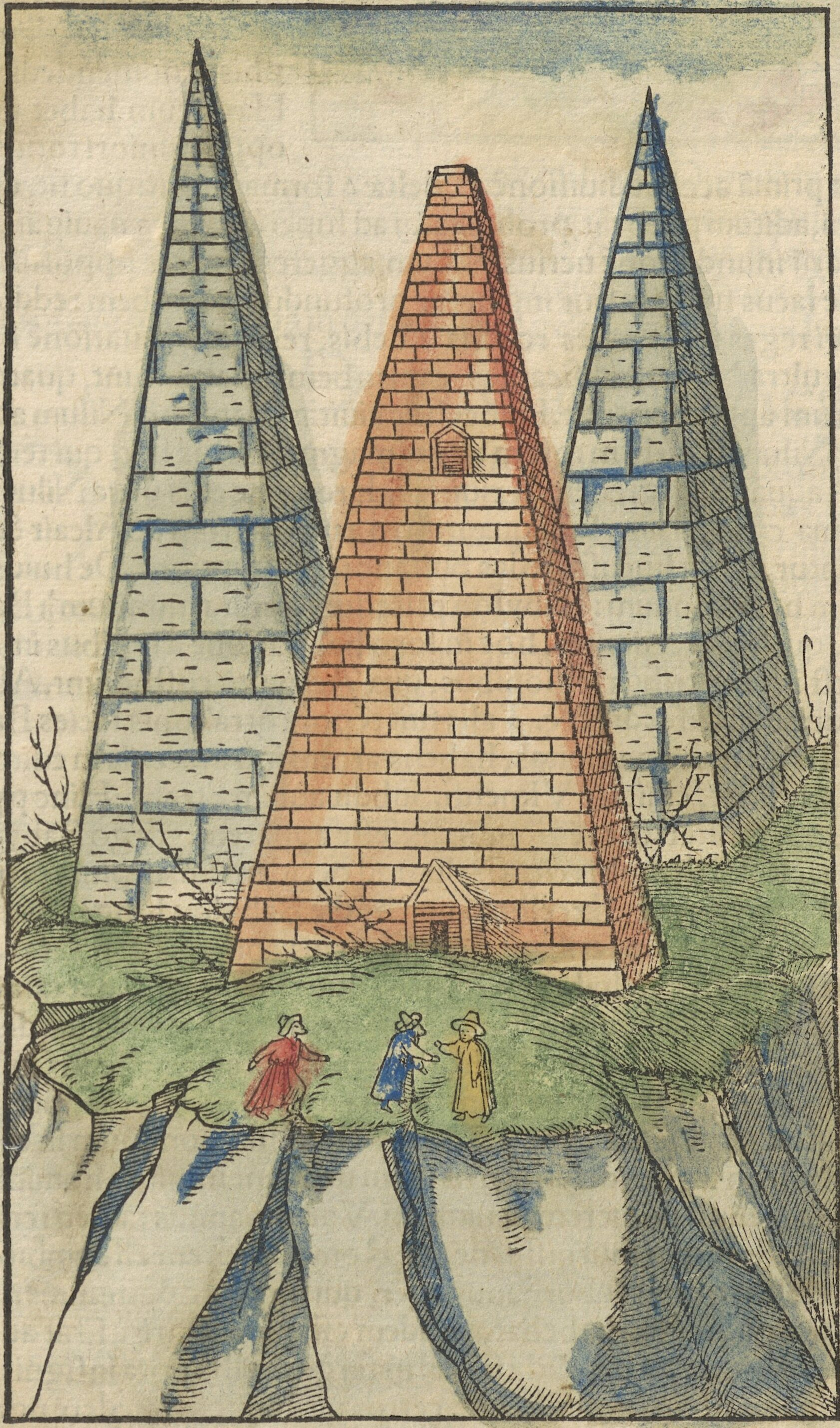
Pyramidy ve spise Cosmographia od Sebastiana Münstera (1550)

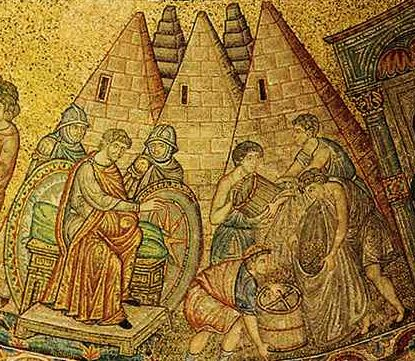
Josef v Egyptě, v pozadí pyramidy, považované za sýpky

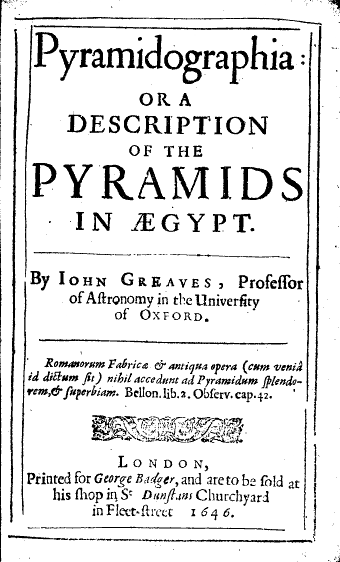
Pyramidographia od Johna Greavese (1646)

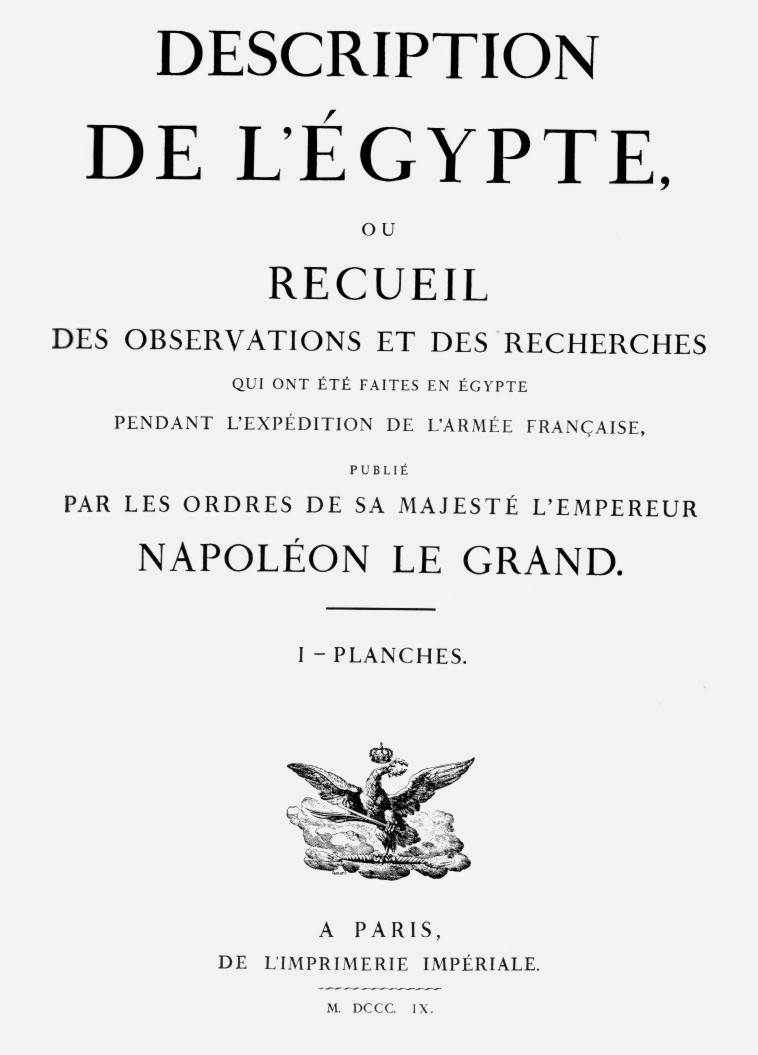
Titulní stránka prvního vydání díla Description de l'Égypte, (1809)

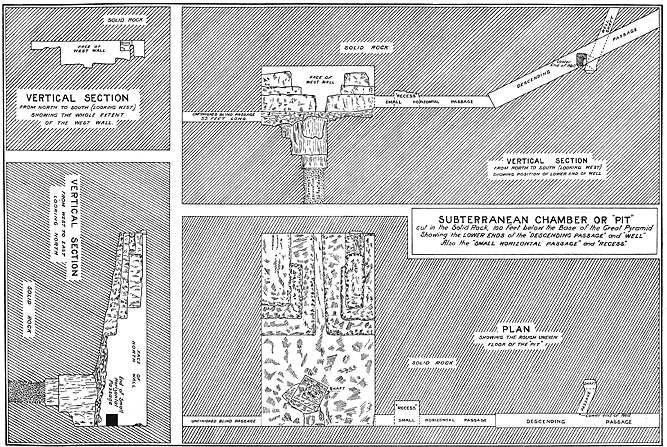
Komory v Cheopsově pyramidě v díle Johna Mortona a Edgara Mortona The great pyramid passages and chambers (česky „Průchody a komory Velké pyramidy“) (1910)

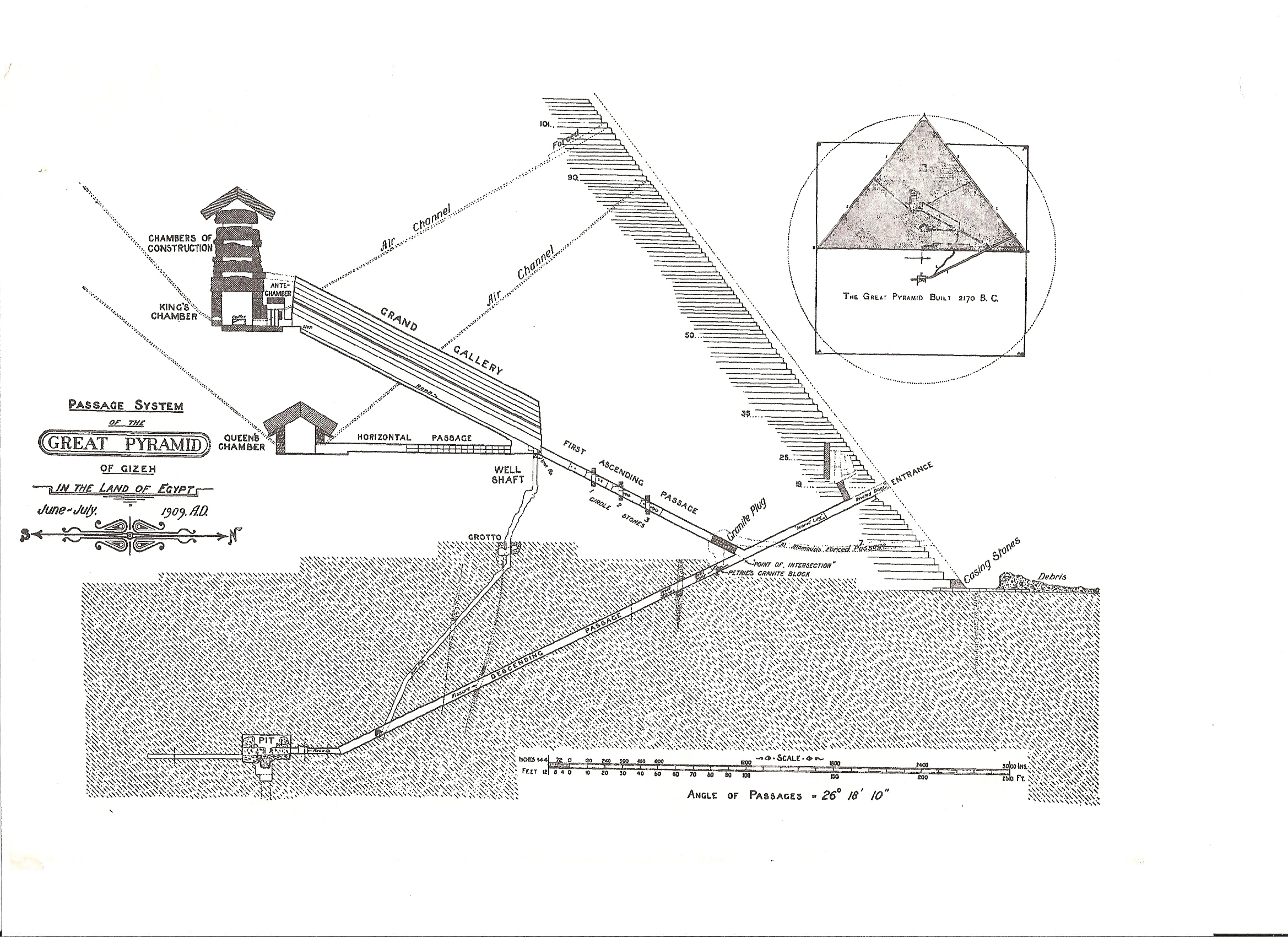
Vnitřní průchody velké pyramidy v Gíze (1909) v díle Johna Mortona a Edgara Mortona: Bible Students Convention Souvenir Report (1911)

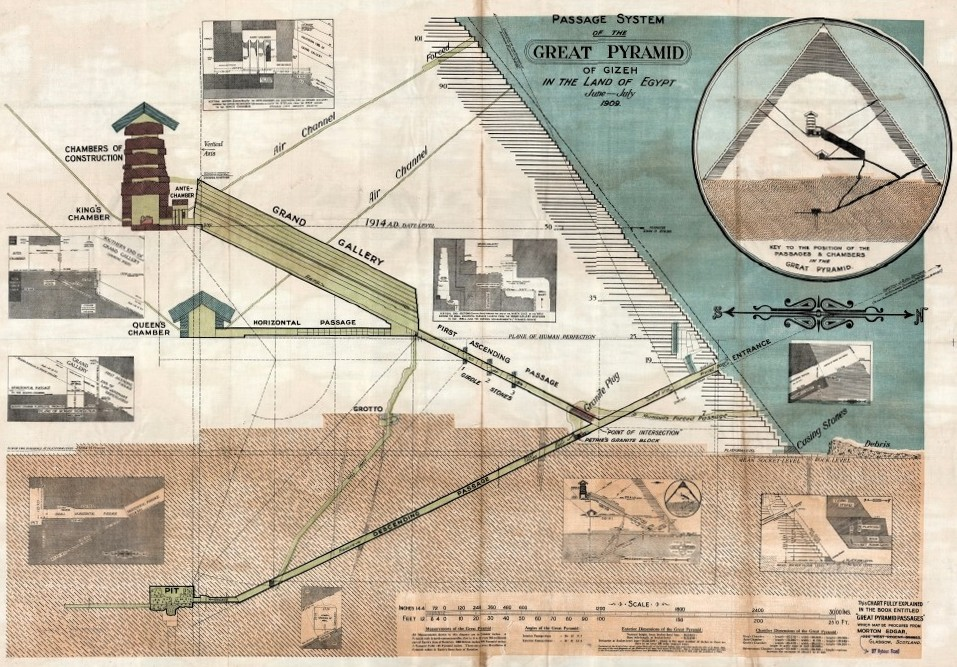
Voskovaný lněný prapor z roku 1910 zobrazující detailní řez Velkou pyramidou v Gíze v Egyptě. Vychází ze studií z roku 1909 provedených Mortonem Edgarem a jeho bratrem Johnem Edgarem, oba byli oddanými pyramidology.

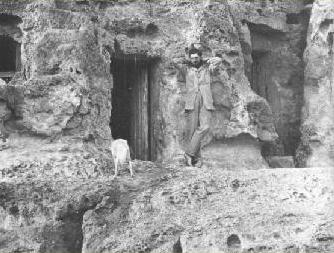
William Flinders Petrie v Gíze (rok 1880)

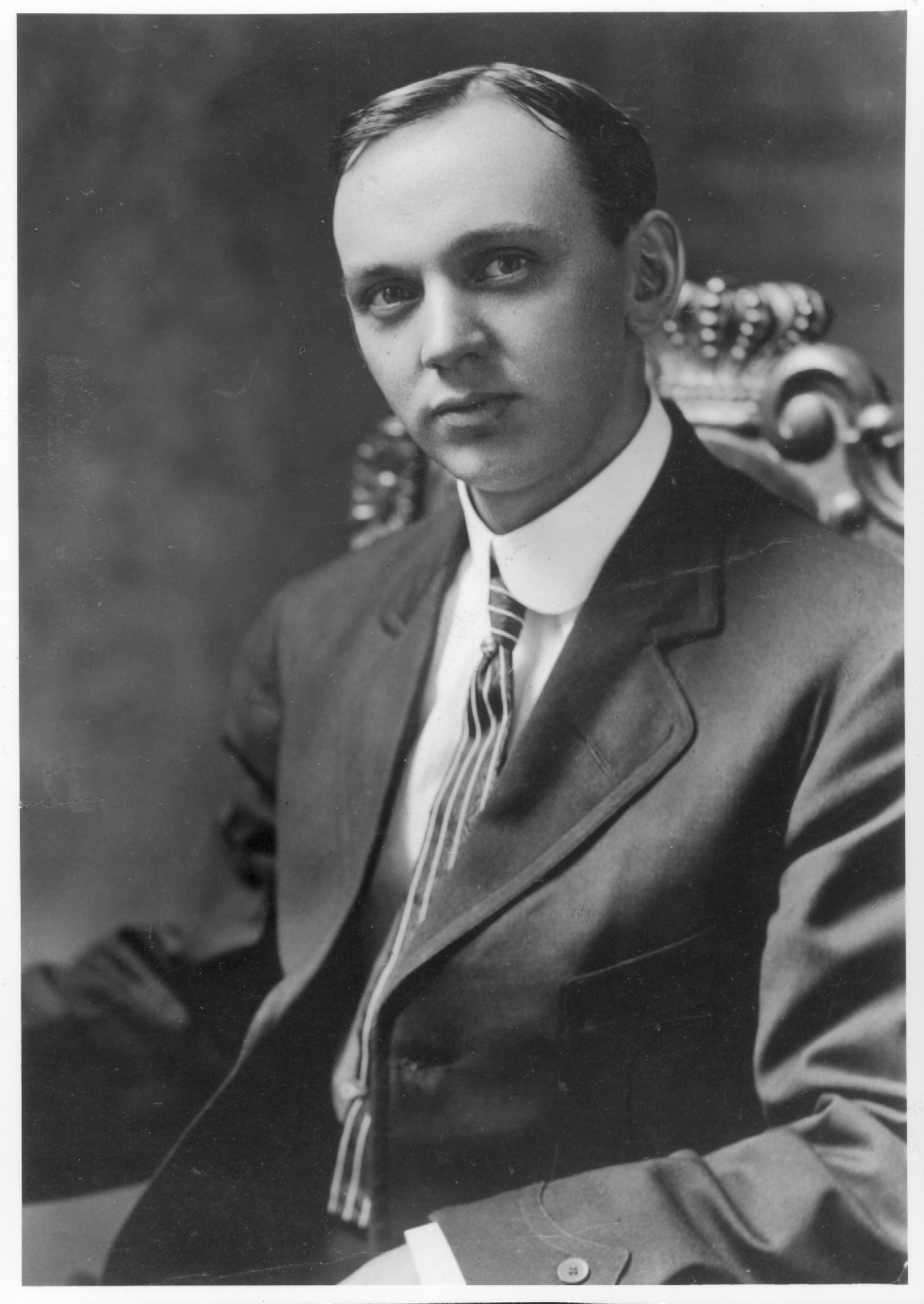
Edgar Cayce (1910)

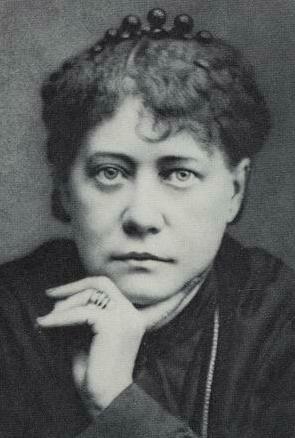
Helena Petrovna Blavatská (1877)

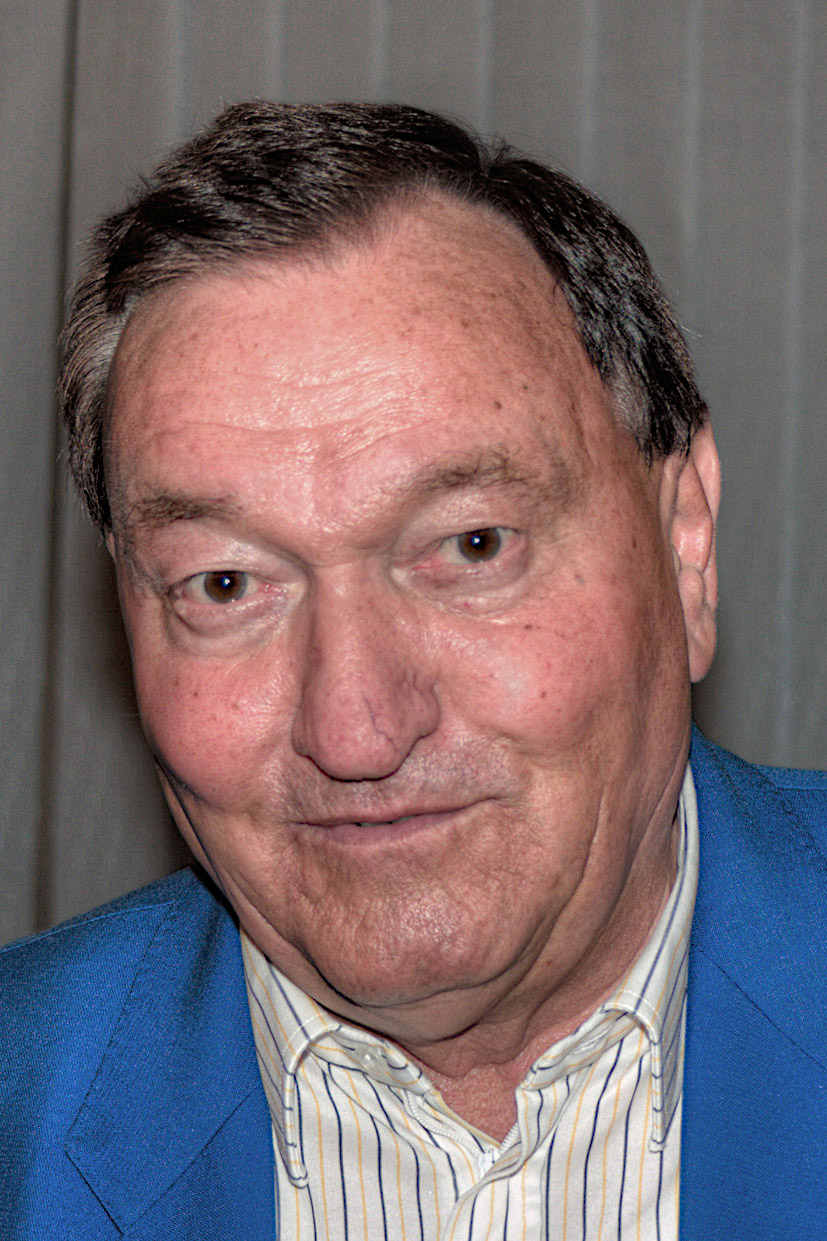
Erich Anton Paul von Däniken

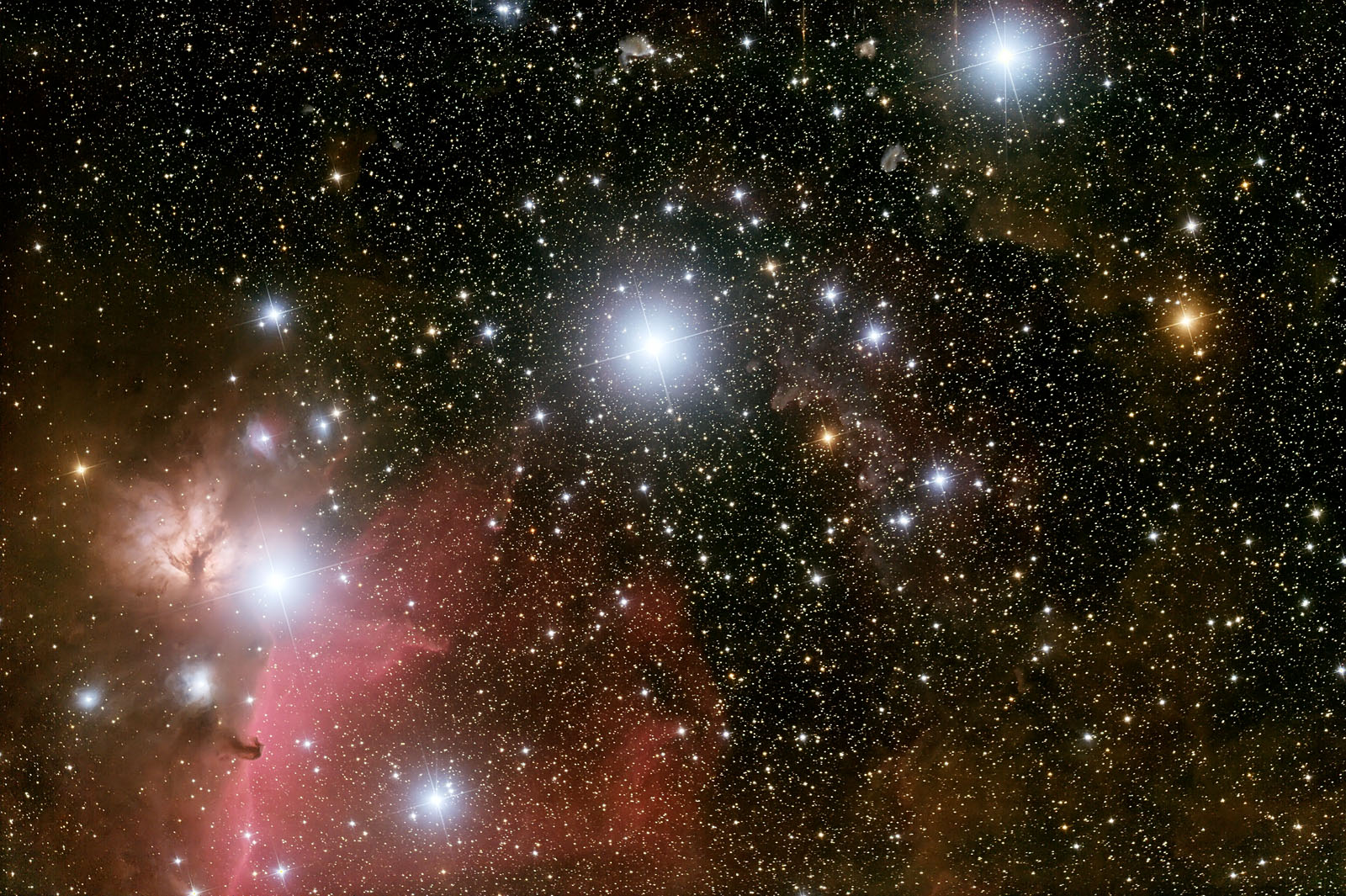
Fotografie Orionova pásu s hvězdami: Alnitak, Alnilam a Mintaka (sever je nahoře)

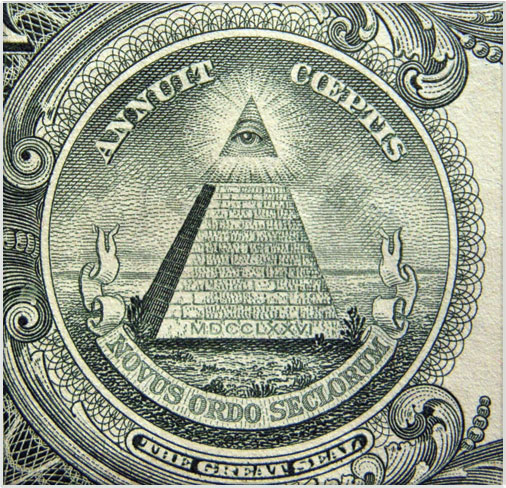
Velká pečeť Spojených států na zadní straně jednodolarové bankovky

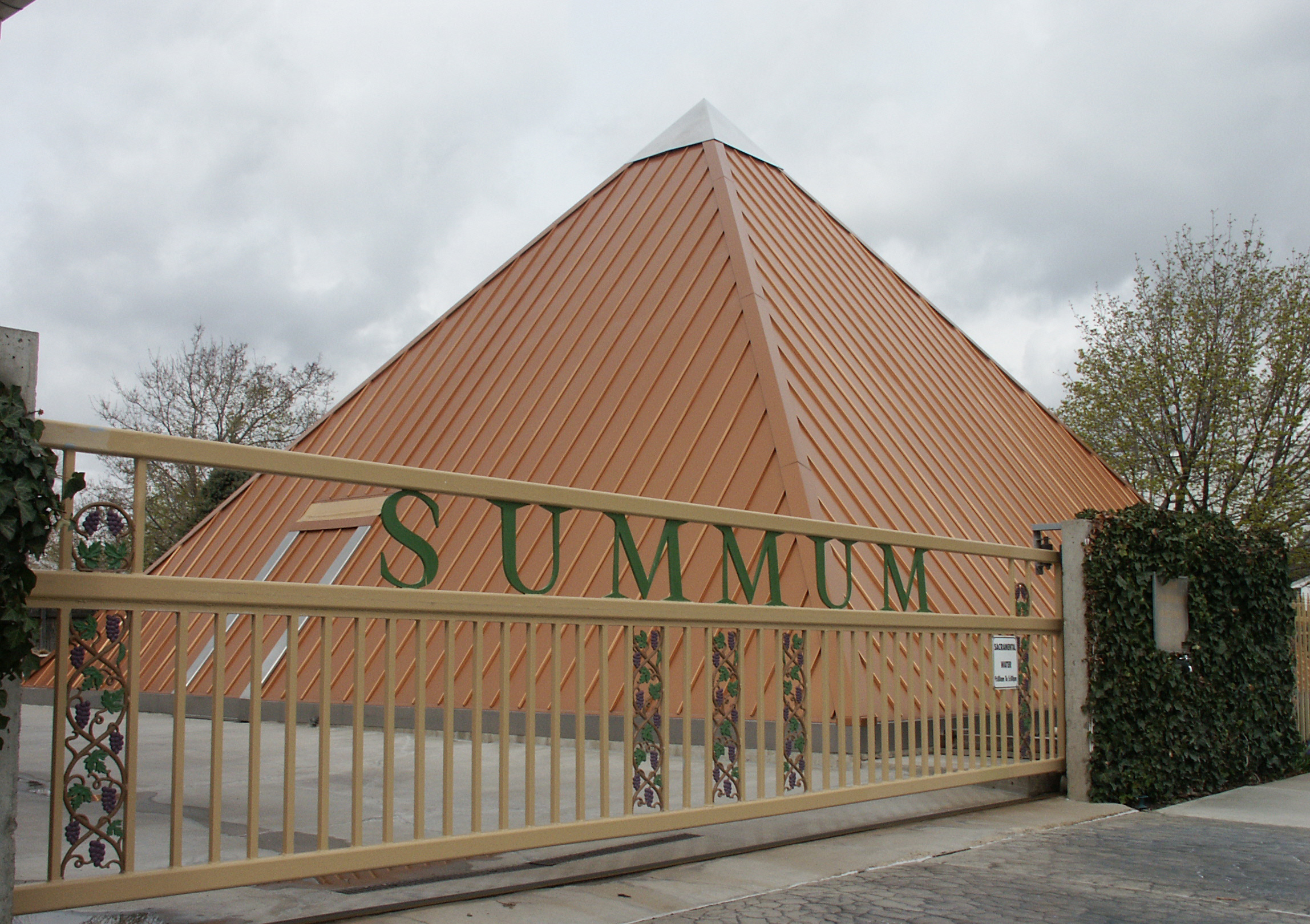
Pyramida „Summum“, která se nachází v Salt Lake City, Utah, USA se základnou dlouhou 40 stop a s výškou 26 stop. Byla dokončena v roce 1979

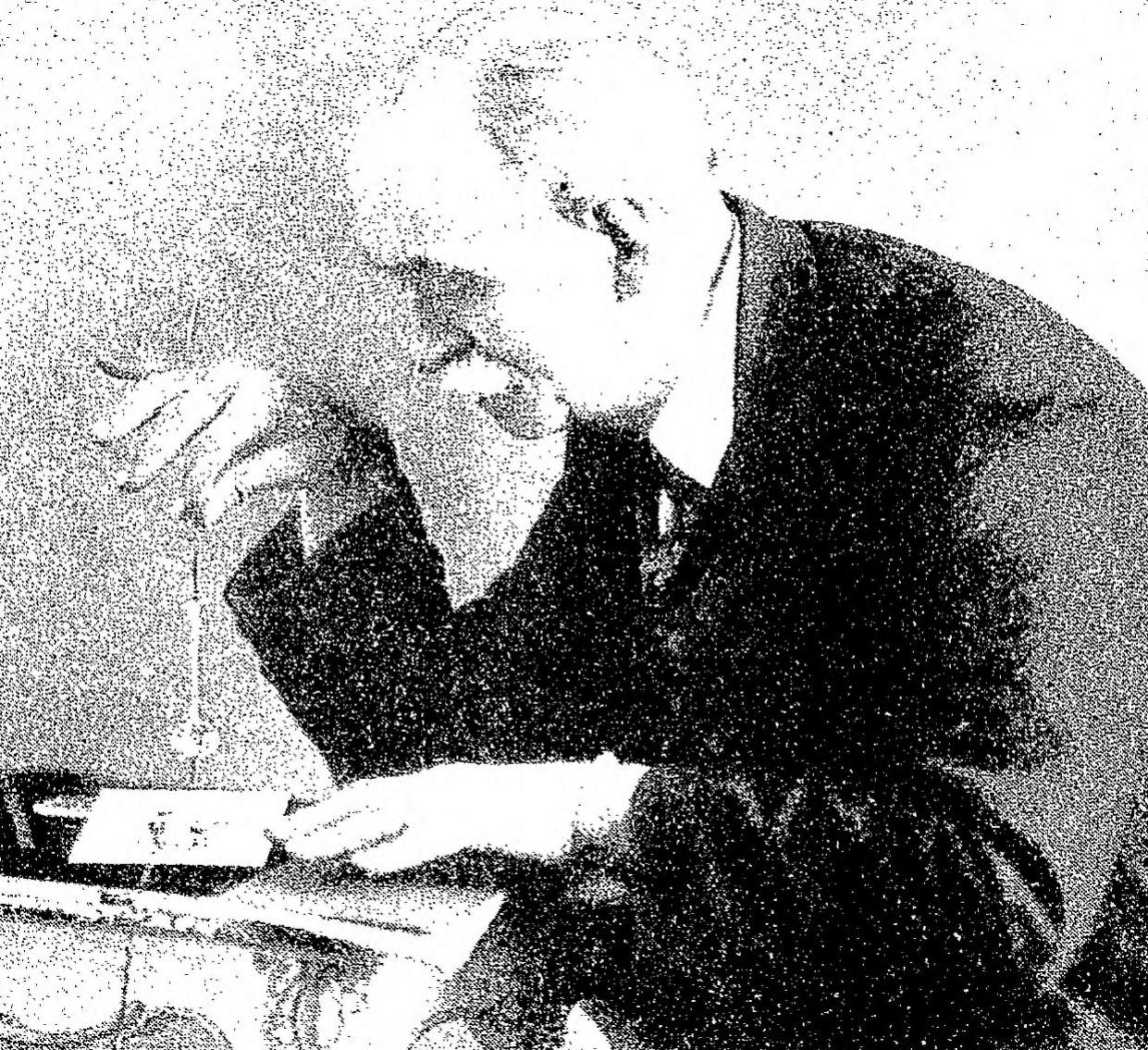
Alfred Bovis při experimentech se siderickým kyvadlem (kolem roku 1935)

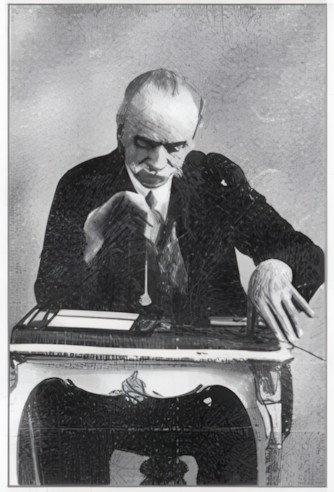
Alfred Bovis při experimentech se siderickým kyvadlem (kolem roku 1935)

Pyramidologie je souhrnný termín pro myšlenkový proud, zahrnující různé pseudovědecké, interdisciplinární teorie či mimovědní disciplíny, který vznikl v polovině 19. století a trvá až do současnosti. Pyramidologie reflektuje pyramidy (především Chufuovu) v duchu hermetismu a esoteriky jako nositele odvěké moudrosti či zvláštních tajemství, která jsou zde „zašifrována“ a která je třeba „odhalit“. 

Pyramidy v Gíze
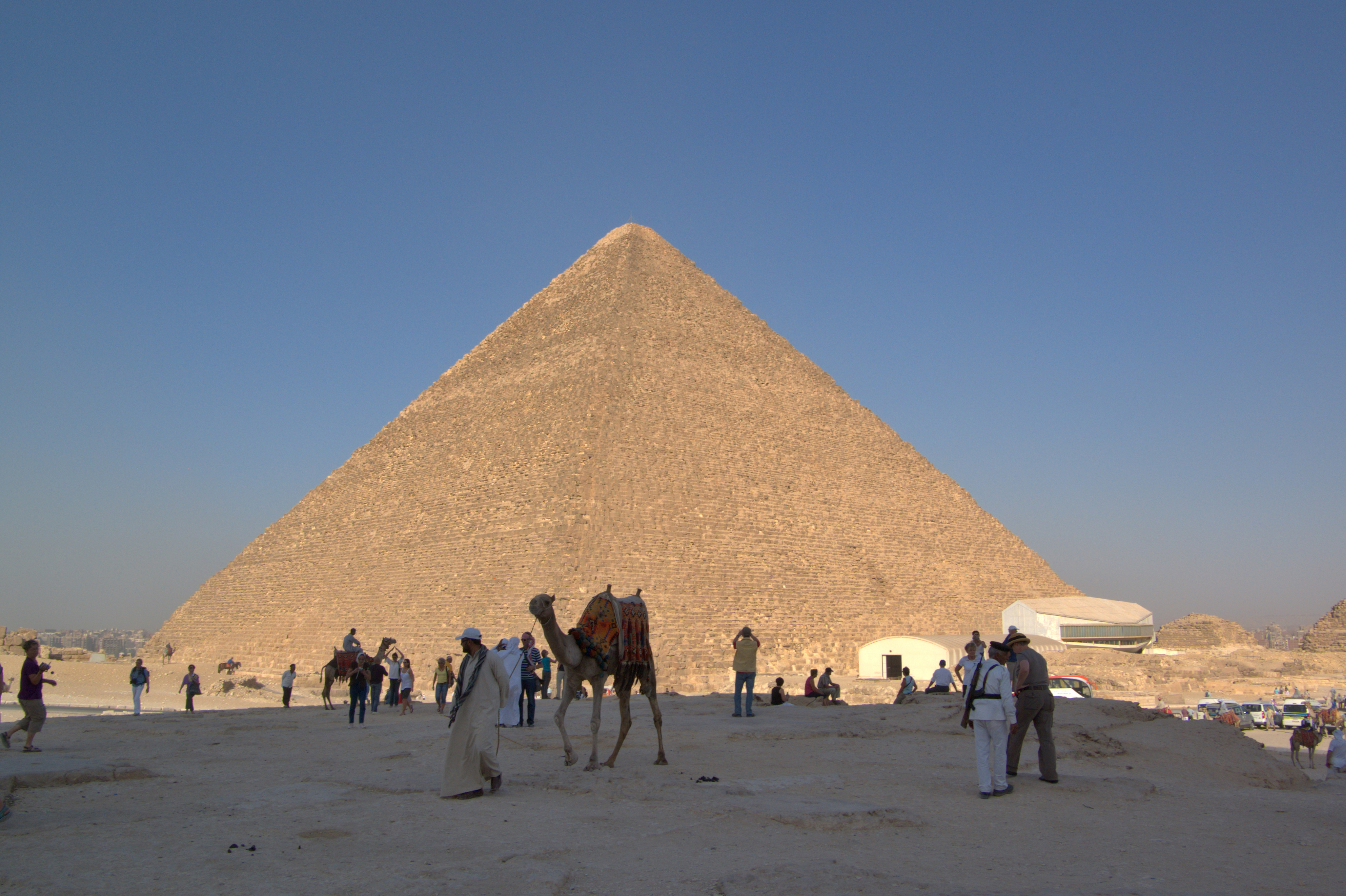
Cheopsova pyramida
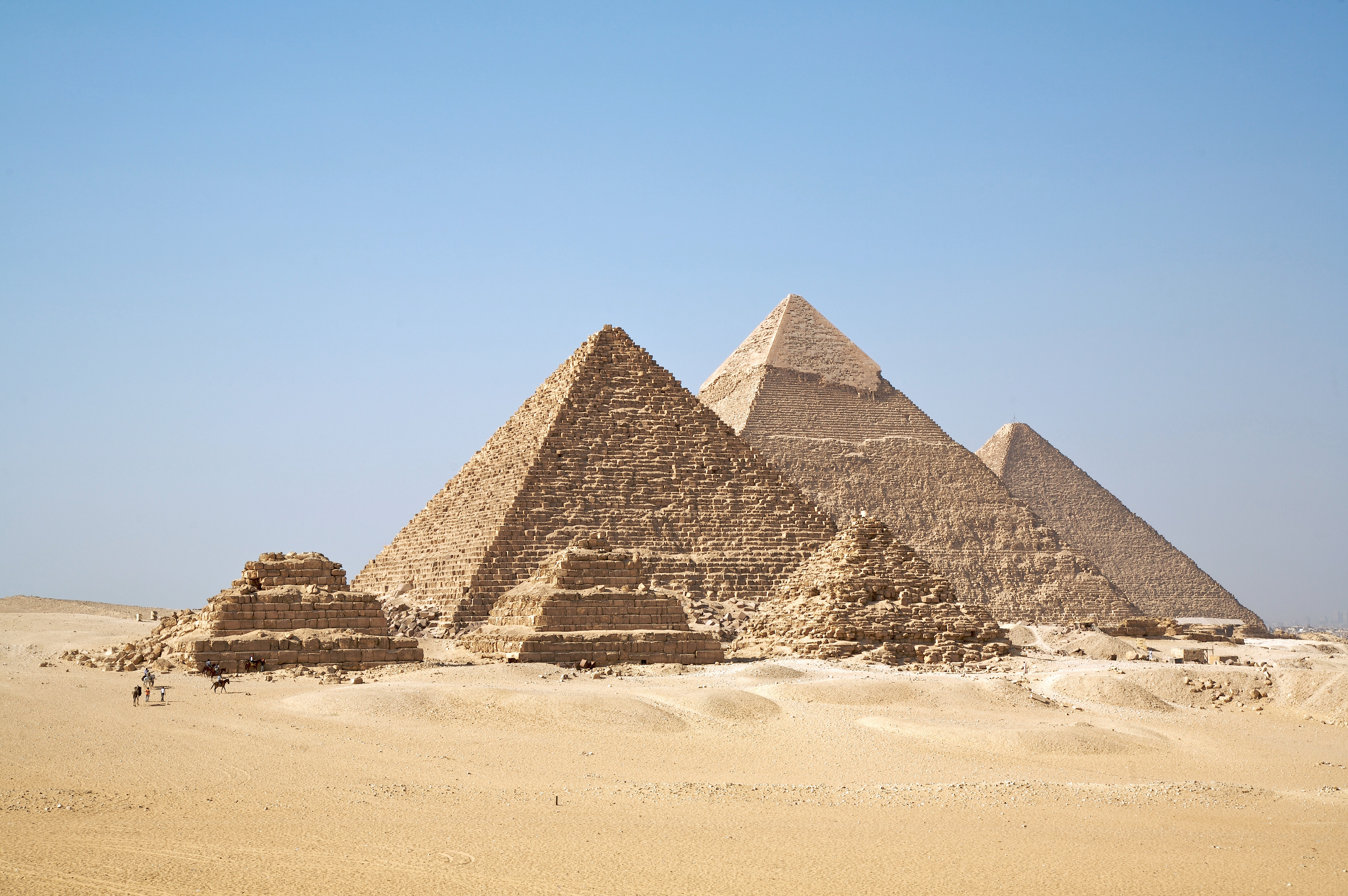
Trojice pyramid
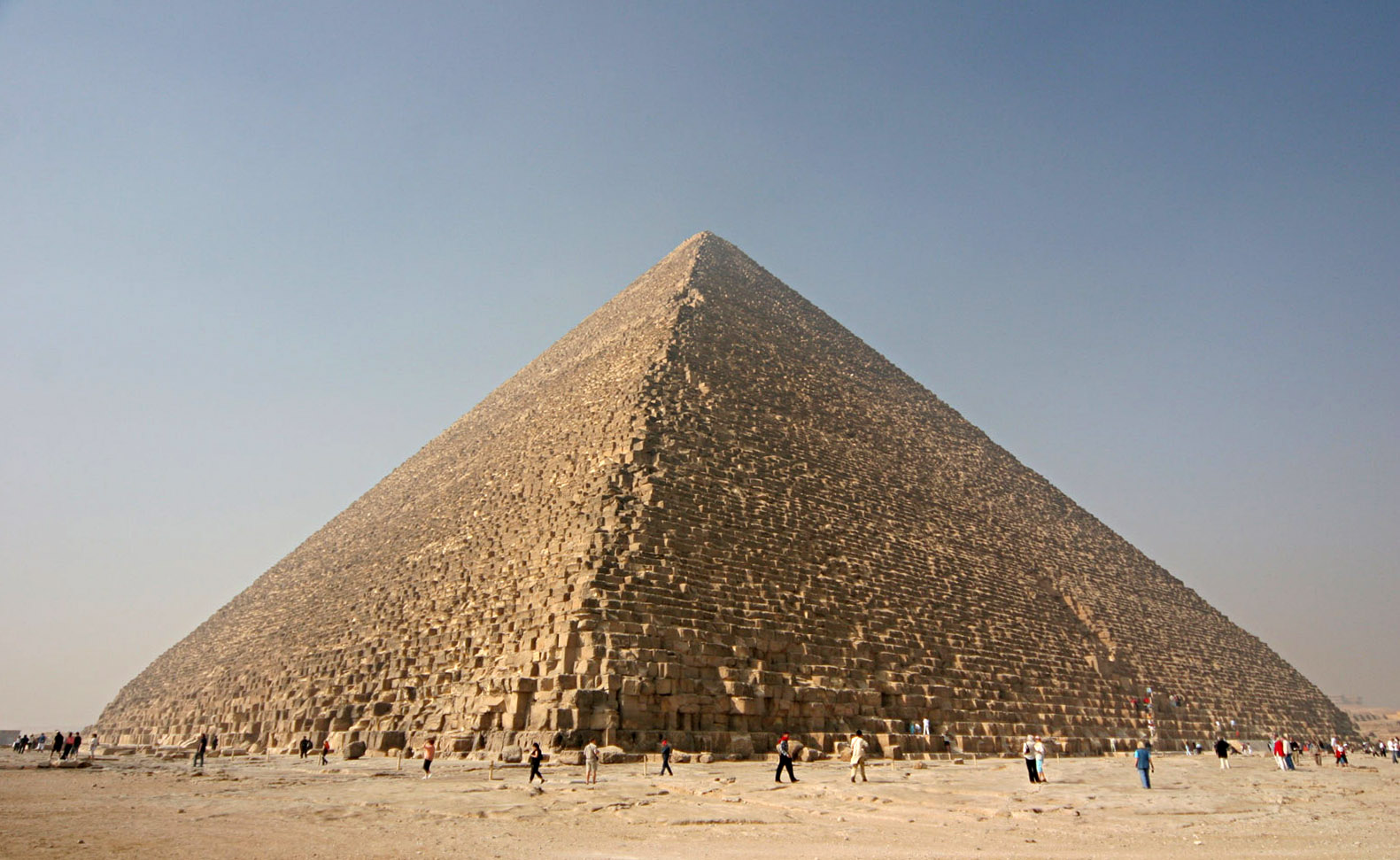
Cheopsova pyramida

## „Klasická“ pyramidologie
Předmětem pyramidologie jsou rozměry a uspořádání především pyramid ze starověkého Egypta (hlavně Cheopsova pyramida). Cílem těchto teorií je obvykle rozměrům a proporcím pyramid přikládat nějaký mystický význam, z těchto parametrů vyvozovat prorokování budoucích událostí (např. příchod Krista či jiného spasitele) nebo spojovat historii, vznik a účel pyramid s teoriemi o neznámých zaniklých lidských kulturách disponujících pokročilými technologiemi (např. Atlantida) nebo dávat do souvislosti pyramidy s údajnými pozemskými „výsadky“ mimozemšťanů.
Za pyramidology jsou pak pejorativně označováni tvůrci, šiřitelé a vyznavači takovýchto teorií. Společným znakem všech těchto teorií je, že odmítají akceptovat nejen primární účel pyramid jako hrobek, ale i jejich datování egyptologií, takže většinou posouvají dobu jejich vzniku hlouběji do minulosti.

## „Energie“ pyramid
Zvláštní odnož pyramidologie tvoří údajný vliv pyramid (a to i jejich zmenšených modelů) na uvnitř nich se nacházející předměty nebo živočichy. Předpokládá se, že pyramidy jakož i kontejnery ve tvaru pyramid jsou schopny produkovat nebo zesilovat blíže nespecifikovanou „pyramidovou energii“. Kontejnery ve tvaru pyramid jsou i komerčně prodávány a distribuovány nebo existují (na internetu) návody na jejich zhotovování.
Za původce tohoto i dnes široce rozšířeného tvrzení je označován žertovný dopis skotského fyzika Reginalda Jonese z roku 1939, který pod pseudonymem plukovníka Musselwhita v londýnských Timesech tvrdil, že ostří žiletek by bylo znovu naostřeno magnetickým polem Země, pokud by čepelky byly umístěny shodně se zemskými magnetickými siločarami.
Podle esoterické nauky se „kosmické paprsky“ v pyramidě či jejím zmenšeném modelu rozkládají „na spektrum“ obdobně jako bílé světlo při průchodu skleněným hranolem. Takto vzniklé „části frekvenčního spektra“, které převažují v různých výškách pyramidy pak mohou působit například konzervaci potravin nebo mumifikaci organických hmot (pokud jsou ale pyramidy nebo jejich modely orientovány severo–jižním směrem). Na tomto „principu“ měl fungovat i „faraonův ostřič žiletek“ podle československého patentu číslo 91304 z roku 1959, jehož držitelem je Ing. Karel Drbal.

## Starověké a středověké zprávy a legendy
Většina neopodstatněných spekulací, které se objevují, nevznikla v bujné fantazii moderních učenců, ale má své kořeny již ve starověku. Nejprve je proto třeba se blíže zabývat zprávami a legendami starých autorů a středověkých cestovatelů. Zejména dva aspekty pyramidologie mají svoje kořeny ve starověku:
- Předpoklad, že staří Egypťané zakódovali a ukryli všechny vědecké poznatky a moudrosti v pyramidách, což bylo v souladu s názorem, že co je „starší to je lepší“. Podle toho musela egyptská kultura, která byla nejstarší, oplývat nejhlubší moudrostí.[2]
- Vnímání pyramid jako důkaz prastaré tajemné minulosti, pročež se tyto zdají být vhodné jako „projekční plocha“ pro vlastní předpoklady a spekulace. Je třeba mít na paměti, že pyramidy v době Herodotově byly již staré 2000 let a autentické informace o jejich účelu a technologii budování byly buď ztraceny nebo nebyly starověkým Řekům dostupné.[3]

### Hérodot
Historik Hérodot uváděl, že Velká pyramida byla postavena na příkaz tyranského krále zvaného Cheops. Na tříměsíčních směnách otročilo na stavbě 100 000 pracovníků. Během prvních deseti let byla postavena násypová cesta (hráz) dlouhá asi 1000 metrů, široká 18 metrů a vysoká 14 metrů. Tato cesta byla osazena hladkými kameny. Kromě toho byly na úpatí pyramidy vybudovány podzemní komory, ve kterých byl pohřben sám Cheops. Herodot také hovořil o ostrově v podzemním jezeře, který byl plněn vodou kanálem z Nilu.  Každá strana pyramidy je dle Hérodota dlouhá asi 240 metrů a její výška je stejně velká. Celá stavba pyramidy trvala 20 let. Hérodot dále uváděl, že pyramidy byly stavěny „ve stupních“ zevnitř ven, přičemž kameny byly zvedány z jednoho stupně do druhého pomocí strojů. Zmiňoval také nápisy na vnější straně pyramid.

### Diodóros Sicilský
Starověký řecký historik Diodóros Sicilský uváděl ve svém díle „Bibliothéké historiké“ (česky „Historická knihovna“), že Velkou pyramidu nechal postavit král Chemmis (z Memfisu). Jako délku její strany uváděl 22O metrů a výšku asi 190 metrů. Stáří pyramid specifikoval na nejméně 1000 let, ale také tvrdil, že někteří autoři udávají jejich stáří na 3400 let. Na rozdíl od Hérodota tvrdil, že kameny byly přepravovány pomocí vyvýšených ramp, protože v té době nebyly žádné jeřáby. Na výstavbě se podílelo 360 000 pracovníků a doba výstavby byla asi 20 let. Stejně jako Hérodot i Diodóros líčil stavitele pyramidy jako tyrany, kteří nutili celý Egypt do tvrdé práce. Rozhořčení poddaní hrozili, že zničí těla králů a tak Chemmis (Cheops) ani jeho bratr Cephren (Chephren) nebyli pohřbeni v pyramidách, ale na tajném místě. Co se týká Menkaureovy pyramidy Diodóros Sicilský uváděl, že byla obložena v dolní části černým kamenem, v horní části bílým vápencem obdobně jako obě větší pyramidy. Na severní straně pyramidy byl nápis, který jako stavitele pyramidy uváděl krále Menkaure (řecky Mykerinos).

### Plinius starší
Římský válečník a filosof Plinius starší ve svém vícesvazkovém díle Naturalis historia (česky „Přírodopis“) se zmiňuje i o pyramidách Dle jeho výkladu bylo cílem výstavby pyramid aby faraon utratil ještě za svého života poklady a bohatství a aby je nenechal svým následovníkům. Druhým důvodem byla ochrana obyvatel Egypta před zlými důsledky zahálky. Také se zmiňoval o četných nedokončených pyramidách a o pyramidách v Gíze. Jako délku strany Velké pyramidy uváděl 261,7 metrů. Popisoval, že uvnitř pyramidy je 32,8 metrů hluboká studna přes níž vnikala do nitra pyramidy nilská voda. Pro výstavbu pyramidy uváděl dvě varianty ramp: buď rampa zbudovaná ze soli nebo ledku (ta by byla po skončení stavby rozpuštěna vodou z Nilu) nebo rampa vybudovaná z cihel (ty by byly po skončení stavby distribuovány egyptským domácnostem).

### Pozdní starověk a středověk
V pozdním starověku byly zmínky o pyramidách jen zřídkavé. Egyptský kněz a historik Manehto (Manéthó nebo Manéthón) se o Velké pyramidě zmiňoval (ve spise Aigyptiaka (Aegyptiaca), který se ale dochoval jen ve výpisech, které pořídil v prvním desetiletí 9. století mnich a byzantský kronikář Georgios Synkellos v tom smyslu, že nebyla (jak udává Hérodotos) budována pro Cheopse ale pro krále Souphise.
Po dobytí Egypta Araby (kolem roku 640) zmizely pyramidy na mnoho staletí z hledáčku západní kultury. Teprve v 15. století, již na prahu moderní doby, navštívil (při hledání starověkých rukopisů v oblasti označované jako Levante) pyramidy italský obchodník, archeolog, spisovatel, antropolog a humanista Ciriaco Pizzecolli (1391–1452) a informoval o nich ve svém spise Itinerarium.
O několik desetiletí později navštívil Egypt (na své cestě do Svaté země) objevitel, badatel a rytíř Řádu Božího hrobu (německý spisovatel) Bernhard von Breidenbach. Pyramidy na něj neudělaly větší dojem a zmiňoval se o nich jen v souvislosti s tím, že jsou to hrobky egyptských králů a nikoliv obilné sýpky.

## Biblická pyramidologie
Závažným momentem pro zájem o rozměry starověkých egyptských památek (především ale Velké neboli Cheopsovy pyramidy) byly četné poměrně detailní údaje o rozměrech uváděných v Bibli, které se vztahují k Noemově arše, Arše úmluvy nebo Šalamounovu chrámu. Kolik činí základní biblická jednotka míry – biblický loket (německy: „die biblische Elle“) – však není známo navzdory tomu, že se o určení délky „posvatného lokte“ (anglicky: „sacred cubit“) pokoušel Isaac Newton ve svých metrologicko-historických spekulacích. Doufalo se, že se podaří odvodit přesnou délku „biblického lokte“ z rozměrů existujících egyptských budov (především z rozměrů Velké pyramidy).

### John Greaves
Předpokladem spekulací o rozměrech, orientaci pyramid (a podobně) je existence alespoň částečně spolehlivých naměřených dat. První spolehlivá měření Cheopsovy pyramidy byla zaznamenána anglickým matematikem a astronomem Johnem Greavesem (1602–1652), který strávil více než rok v Káhiře (v letech 1638 až 1639) a výsledky svých průzkumů zveřejnil v roce 1646 ve své Pyramidografii (Pyramidographia). Greaves určil aktuální výšku pyramidy na 481 stop (= 146,6 metrů; správná hodnota: 138,75 metrů), původní výšku na 693 stop (= 211,23 metrů; správná hodnota: 146,6 metrů) a délku strany pyramidy na 693 stop (= 211,23 metrů, správná hodnota: 230,33 metrů). 
Spolu s Johnem Greavesem prováděl měření i italsko–polský matematik, astronom, architekt, egyptolog a vynálezce Tito Livio Burattini, ale jeho výsledky se ztratily; s výjimkou těch, které v korespondenci poslal Athanasiu Kircherovi – německému jezuitskému učenci, který se zabýval především orientalistikou, geologií a lékařstvím.  Následovaly další práce, zejména práce britského badatele, antropologa, archeologa, inženýra a egyptologa Johna Shae Perringa (1813–1869), jehož měření, která byla prováděna v roce 1839 na mnoha pyramidách, jsou dosud platná.

### Edme-François Jomard
Francouzský archeolog, antropolog, egyptolog, geograf a inženýr Edme-François Jomard (1777–1862) se účastnil Napoleonova nepříliš vydařeného tažení do Egypta (1798–1801). V letech 1813-1814 spolupracoval na mnohasvazkovém textovém a obrazovém vědeckém díle Description de l'Égypte (česky Popis Egypta), které položilo základy moderní egyptologie. Edme-François Jomard byl autorem popisu pyramid v Memfisu jakož i dvou doplňujících kapitol o účelu pyramid a systému měření starých Egypťanů. Zastával názor (především ve vztahu k Cheopsově pyramidě), že jeden „egyptský královský loket“ (německy „Ägyptische Königselle“)  byla základní měrná jednotka. Tvrdil, že pyramidy jsou výtvory starověkých egyptských vědců, ve kterých skryli nebo zakódovali své poznatky z matematiky a astronomie. Zastával názor, že pyramidy byly také místy iniciací.

### John Taylor
V roce 1859 vydal britský vydavatel John Taylor svou knihu „The Great Pyramid: Why Was It Built & Who Built It?“ (česky „Velká pyramida: Proč a kdo ji postavil?“). V tomto díle prezentoval domněnku, že Cheopsova pyramida nebyla postavena Egypťany, ale Izraelity podle božského plánu a jako stavitele udává Noaha. Dále tvrdil, že obvod čtverce základny, na němž spočívá pyramida je roven 2 x π x výška pyramidy. (Tento vztah může vzniknout z konstrukce pyramidy a to i bez znalosti čísla π.)  Kromě toho shledával v rozměrech jakousi měrnou jednotku – „pyramidový loket“ (německy „Pyramidenelle“; anglicky „pyramid cubit“), o níž předpokládal, že odpovídá „biblickému lokti“. To vše podporoval údajnými biblickými citacemi odkazujícími na Cheopsovu pyramidu.

### Charles Piazzi Smyth
Skotský astronom, antropolog, malíř, fotograf a ezoterik Charles Piazzi Smyth (1819–1900) je považován za klasika pyramidologie a to svým dílem z roku 1864 „Our inheritance in the Great Pyramid“ (česky „Naše dědictví ve Velké pyramidě“). Toto dílo se stalo úspěšným, bylo přeloženo do mnoha jazyků a dosud je vydáváno. V roce 1825 se Charles Piazzi Smyth vydal do Egypta aby sám změřil Cheopsovu pyramidu. V té době byly nalezeny části obložení pyramidy a Charles Piazzi Smyth se domníval, že nalezl délku Taylorova „pyramidového palce“ (německy „Pyramidenzolls“; anglicky „pyramid inch“). Délka pyramidového palce odpovídala nejlépe britskému císařskému palci (německy „britischen imperial inch“) (1 pyramidový palec = 1/25 pyramidového lokte = 1,001 palce = 2,54254 cm).
Pokud vyčíslil délku obvodu čtverce základny pyramidy v pyramidových palcích získal hodnotu 36524, což prý přesně odpovídá 100 násobku délky tropického roku. Pokud vynásobil délku jednoho pyramidového palce číslem 500×106 dostal údaj 12 712 700 metrů (= 12 712,7 kilometrů) což odpovídá délce osy Země (polární průměr Země je 12 713,500 km). Výška pyramidy (146,6 m) vyjádřena v pyramidových palcích (= 5813) a vynásobena jednou miliardou udává údajně vzdálenost Země od Slunce (149 597 887 km) v pyramidových palcích (= 5883×109)
K dalším spekulacím použil Charles Piazzi Smyth vztah mezi délkou jednoho pozemského roku a pyramidovým palcem. Z tohoto „měřítka“ potom odvozoval (z rozměrů chodeb a Velké galerie) časové údaje ve vztahu k biblickým dějinám a k událostem křesťanského „plánu spásy“.
Královská společnost v Edinburghu nejprve publikovala výzkumná zjištění Charlese Piazzi Smytha a Smyth byl vyznamenán Keithskou medailí. Brzy ale byly výsledky jeho práce podrobeny tvrdé metodologické kritice, která přiměla Smytha opustit královskou společnost.

Our inheritance in the Great Pyramid (1877)
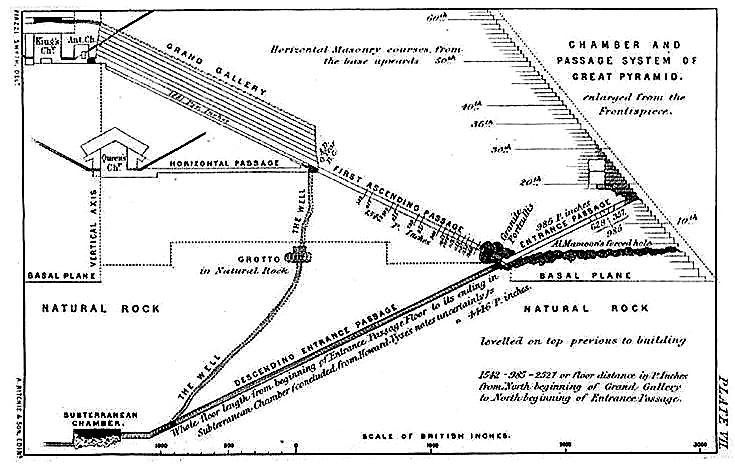
Diagram VII – chronologické značky podél vzestupné chodby Velké pyramidy
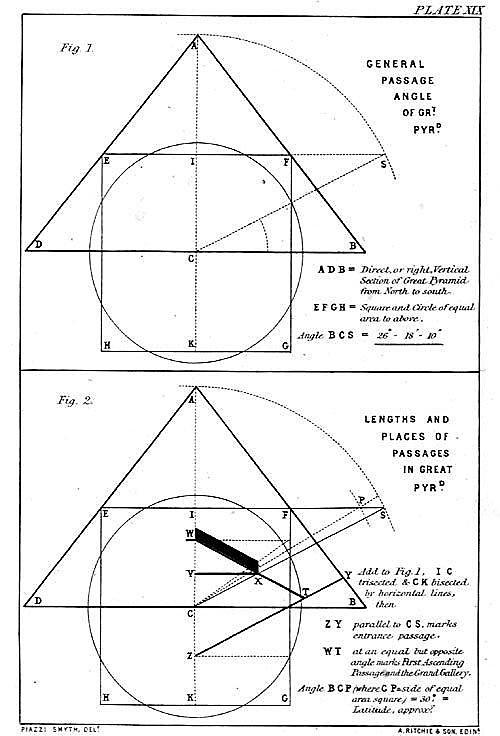
Diagram IX – úhly a umístění chodeb ve Velké pyramidě
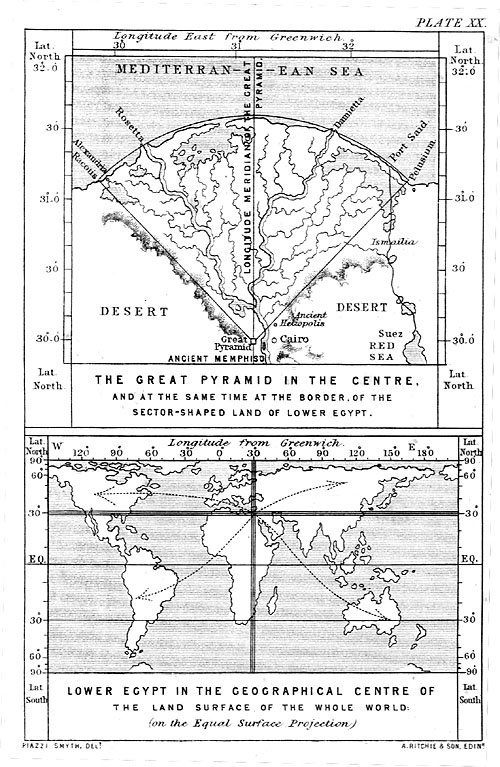
Diagram 20 – geografická poloha Velké pyramidy

### William Flinders Petrie
Studie a průzkum pyramid v Gíze anglickým egyptologem Williamem Matthewem Flindersem Petriem v 80. letech 19. století znamenal okamžik odklonu pyramidologů od vznikající vědecké egyptologie, jejímž otcem Flinders Petrie byl. V roce 1866 si Petrie přinesl domů výtisk knihy „Our inheritance in the Great Pyramid“ (česky „Naše dědictví ve Velké pyramidě“) od Charlese Piazzi Smytha a on stejně jako jeho otec (zeměměřič, chemik a inženýr William Petrie) byl knihou fascinován. Oba se zajímali o prehistorické předměty (ve věku 19 let William Flinders Petrie měřil spolu se svým otcem Stonehenge) a navíc možné potvrzení biblických dějin na základě egyptských nálezů oslovilo především hluboce nábožensky orientovaného Petriesova otce.
Otec se synem se rozhodli přezkoumat teorii Charlese Piazzi Smytha na místě, ale poté, co Petrieho otec stále odkládal cestu do Egypta, rozhodl se William Flinders Petrie (i přes omezené prostředky na cestu) v roce 1880 k samostatné cestě do Egypta. Vstoupil do prázdného hrobu poblíž pyramidy a začal přesně měřit vnější i vnitřní části Velké pyramidy s pomocí přístrojů, které si částečně sám vyrobil. Výsledky byly tak přesné, že Petrieho údaje jsou platné i v 21. století. Naměřené údaje nesouhlasily s teoriemi Piazzi Smytha a tak William Flinders Petrie jednou provždy rozptýlili spekulace o „pyramidových palcích“. Místo toho Petrie dokázal, že rozměry pyramidy vycházejí ze starověkého „egyptského královského lokte“:
V tomto smyslu byly naprosto chybné všechny teorie, které říkaly, že se do rozměrů promítal počet dní v roce. Výška Velké pyramidy byla určena na 7 x 40 egyptských loktů (jeden egyptský loket = 20,6 palce) tedy po přepočtu 146,5 metru. Délka jedné strany čtvercové základny Velké pyramidy byla určena na 11 × 40 egyptských loktů (jeden egyptský loket = 20,6 palce) tedy po přepočtu 230,2 metrů. To potvrzuje i Meydumova pyramida, která je starší a je vysoká 7 × 25 egyptských loktů (= 91,6 metrů) při „šíři“ 11 × 25 egyptských loktů (= 143,2 metrů).  
William Flinders Petrie: Seventy Years in Archeology. (česky „Sedmdesát let v archeologii“) S. 34f, 
Tak William Flinders Petrie „malým ošklivým faktem“ zasadil smrtelnou ránu „krásné teorii“. V následujících letech a desetiletích se William Flinders Petrie odvrátil od toho, co bylo v jeho díle, tedy od biblických spekulací a stal se zakladatelem egyptologie založené na vědě.

## Moderní pyramidologie
Biblická pyramidologie se snažila využívat pyramidy jako důkaz biblicko-křesťanské historie a „historie spásy“, aby dokázala, že pyramidy jsou něco velmi specifického. Naopak sekulárnější moderní teorie se opírají o egyptologii a netvrdí nic jiného, než že jsou to hrobky faraonů. Zástupci této moderní pyramidologie byli švýcarský spisovatel a záhadolog Erich von Däniken a později (v 60. letech 20. století) belgický inženýr a spisovatel Robert Bauval.
Mezi nimi byla další skupina zastoupená jasnovidcem, léčitelem a spisovatelem Edgarem Caycem a zakladatelkou Theosofické společnosti Helenou Petrovnou Blavatskou, kteří začlenili pyramidy do svých esoterických teorií. Zatímco pro biblické pyramidology byli staviteli pyramid Izraelité, pro Edgara Cayce to byli uprchlíci z potopené Atlantidy. Pro Blavatskou byly body obratu theosofických cyklů zakódovány egyptskými zasvěcenci do rozměrů pyramid. V podstatě oba dva jen změnili kontext a jinak použili pojmy biblických pyramidologů včetně jejich nahromaděných dat.

### Erich von Däniken
V roce 1968 vydal švýcarský spisovatel a záhadolog Erich von Däniken svou knihu „Vzpomínky na budoucnost“ (německy „Erinnerungen an die Zukunft“), která se brzy stala bestsellerem s miliony kopií. V díle představil soubor „hádanek z minulosti“ a to například: „co byla Archa úmluvy?“ nebo „kdo a proč vytvořil geoglyfy na planině Nazca?“ Daniken tyto „hádanky“ nevyřešil přímo, ale své odpovědi oděl do formátu rétorických otázek, z nichž nepřímo vyplývalo, že sporné artefakty svědčí o prehistorické návštěvě země cizinci (mimozemšťany). Samozřejmě, toto platí i pro pyramidy, i když Erich von Däniken přímo netvrdil, že byly postaveny mimozemšťany. Odvolával se na řadu „nesrovnalostí“ a také čerpal z pokladnice svých pyramidologických předchůdců. (například: „Je to náhoda, že dvojnásobek strany čtverce, na kterém spočívá Velká pyramida vydělený její výškou je roven Ludolfovu číslu π?“) Dále Däniken pokračoval: „Kdo je dostatečně naivní, aby věřil, že pyramida by neměla být ničím jiným než jen hrobkou krále?“ Nakonec Däniken naznačil, že stavba pyramid mohla být napodobením chování „bohů“ (astronautů — mimozemšťanů), kteří cestovali vesmírem stovky let ve stavu zdánlivé smrti (v hibernaci). Pozorování vzkříšení zdánlivě mrtvých vedlo starověké vládce Egypta k přesvědčení, že budou-li v mumifikovaném stavu (a obloženi majetkem) uloženi do „kvazi–protiatomových krytů“ (pyramid) budou moci (obdobně jako bohové–astronauti) být opět vzkříšeni.
Dänikenem naznačená představa mimozemšťanů–bohů v létajících pyramidách a „chladicích spacích komor“ coby univerzálních léčivých sargofágů – to byly základní kameny celovečerního filmu Stargate (Hvězdná brána), který v roce 1994 režíroval Roland Emmerich.

### Robert Bauval
V roce 1994 vyšla kniha „The Orion Mystery“ (německy „Das Geheimnis des Orion“; česky „Tajemství Orionu“) napsaná belgickým inženýrem Robertem Bauvalem. V této knize rozvinul teorii „korelace pyramid s Orionem“ (německy „der Pyramiden-Orion-Korrelation“) podle které byla stavba pyramid v Gíze plánována jako celek a to tak, že relativní poloha a velikost tří pyramid: Cheopsovy pyramidy, Chefrénovy pyramidy a Menkaureovy pyramidy odpovídají poloze a velikosti tří hvězd: Alnitak, Alnilam a Mintaka, které společně tvoří „pás“ v souhvězdí Orionu. Řeka Nil pak představuje na obloze podle Roberta Bauvala Mléčnou dráhu, která probíhá mezi pravým ramenem souhvězdí Orionu (označeným druhou nejjasnější hvězdou Orionu – Betelgeuze) a souhvězdím Blíženců. Robert Bauval dále tvrdil, že takzvané větrací šachty uvnitř Velké pyramidy (dvě vedoucí z královské a dvě z královniny komory) jsou orientovány k bodům kulminace určitých hvězd.
| Šachta                             | Sklon   | Oriantace na                                                                     |
| ---------------------------------- | ------- | -------------------------------------------------------------------------------- |
| Královská komora (jižní šachta)    | 45°     | Orionův pás                                                                      |
| Královská komora (severní šachta)  | 32° 38′ | Alfa Draconis (kolem 2800 před naším letopočtem blízko nebeského severního pólu) |
| Královnina komora (jižní šachta)   | 39° 30′ | Sirius                                                                           |
| Královnina komora (severní šachta) | 39°     | Beta Ursae Majoris (β UMa)                                                       |

Vlivem precese jarního bodu se výšky kulminace cyklicky mění v průběhu 25 800 let trvajícího Platónského roku. Pokud se předpokládá jako datum stavby pyramidy rok 2450 před naším letopočtem, je stoupání šachet v dobré shodě s kulminačními výškami. V následujících letech Robert Bauval publikoval další knihy ve kterých svoji teorii rozšířil částečně ve spolupráci se skotským novinářem a spisovatelem Grahamem Hancockem (* 1950) o hypotézu, že velká sfinga v Gíze nebyla zbudována (jak tvrdí egyptologové) v roce 2500 před naším letopočtem, ale mnohem dříve a to 10 500 před naším letopočtem takže jarní bod byl v souhvězdí Lva. Takto změněné datum vzniku velké sfingy v Gíze by bylo v souladu s předpokládaným datem potopení Atlantidy z teorie Edgara Cayce. Někteří geologové (například americký peleontolog a geolog Robert M. Schoch (* 1949)) se pokoušeli tuto teorii podpořit tvrzením, že stopy zvětrávání na velké sfinze v Gíze by mohly dokládat její relativně vysoké stáří.

### Karel Drbal
Ing. Karel Drbal je spoluautorem publikace o psychotronice (telepatii) a majitelem bizarního (a kontroverzního) československého patentu číslo 91304, kterým se chrání „způsob udržování holicích nožíků a břitev ostrými“ a to jejich umisťováním ve zmenšeninách egyptských pyramid zhotovených z elektricky a magneticky nevodivých (dielektrických) materiálů.
Karel Drbal pracoval jako řadový elektroinženýr na vývoji radioelektrických zařízení určených pro československý rozhlas a československou televizi a měl přístup ke světové odborné literatuře. Při studiu se mu dostala do ruky kniha německého metalurga dr. Carla Benedicse. Ten se zabýval tzv. „kapalinovým efektem“, jenž způsoboval snižování dynamické pevnosti oceli v závislosti na množství molekul vody v její krystalické mřížce. Ing. Karel Drbal zjistil, že vodu je možno z oceli úspěšně odstraňovat pomocí mikrovln. Při hledání vhodných tvarových rezonátorů, které by údajně zesílily a zkoncentrovaly v přírodě se vyskytující mikrovlny, se soustředil na čtyřboké jehlany určitých rozměrů.
Francouzský psychotronik A. Bovis kolem roku 1930 experimentoval nejen se siderickým kyvadlem, ale také se zmenšenými modely egyptských pyramid, do nichž umisťoval organické materiály za účelem pokusů s jejich prudkou dehydratací a mumifikací. Bovisovy experimenty utvrdily Ing. Karla Drbala, že jde správným směrem. Drbal údajně prokázal existenci koncentrace mikrovlnné energie (o hodnotách 1 až 1,5 elektronvoltu) v dutině modelů malých pyramid zhotovených z kartonu. Dle jeho tvrzení pak působením této energie na žiletky mělo docházet k odstraňování molekul vody z jejich ostří a k následnému zvýšení pevnosti ocelového materiálu čepelek až o dvacet čtyři procent. Při experimentech s tvarovými zářiči ve formě různých pyramid údajně prokázal Ing. Karel Drbal rovněž mumifikační a antiseptické účinky na organické předměty umísťované do jejich dutin.

### Ludvík Souček
Český spisovatel science fiction (zejména pro mládež) a literatury faktu, záhadolog (a překladatel knihy „Vzpomínky na budoucnost“ Ericha von Dänikena) MUDr. Ludvík Souček se v sedmdesátých letech 20. století tematice a záhadám kolem pyramid rovněž věnoval a to hned v několika svých knihách:
- Souček, Ludvík. Nebeské detektivky, senzace a záhady. Praha: Albatros, 1971. 253, [i] s. Plus.[24]
- Souček, Ludvík. Tušení stínu: hledání ztracených civilizací. 1. vydání Praha: Československý spisovatel, 1974. 293, [ii] s., [32] s. obr. příl. Spirála.[43]
- Souček, Ludvík. Tušení souvislosti. 1. vydání. Praha: Československý spisovatel, 1978. 307, [2] s. Spirála.[44]

V těchto publikacích Ludvík Souček sice namnoze podrobně seznamuje čtenáře s vybranými tvrzeními pyramidologů, ale tyto jejich „hypotézy a fabulace“ podrobuje sobě vlastnímu racionálnímu kritickému pohledu. Z tohoto stanoviska tak autora nelze zařadit do kategorie pyramidologů a je zde uváděn jen pro úplnost a doplnění českého kritického pohledu na pyramidy a „domněnky pyramidologů“.

## Závěr
Současná věda dnes nebere spekulace „pyramidologů“ vážně a tito jsou někdy hanlivě označováni za „pyramodomany“ nebo “pyramidoidioty“.

### Závěr: „klasická“ pyramidologie

#### Umberto Eco
Podle italského sémiologa, estetika, filosofa a spisovatele Umberto Eca čísla, která lze vyvozovat z egyptských pyramid mohou (v závislosti na použitých jednotkách míry) „dělat to, co chcete“. Na podporu svého tvrzení uvedl příklad „vědecké parodie“, kterou vytvořil francouzský kunsthistorik, architekt, antropolog a archeolog Jean-Pierre Adam (* 1937). Ten změřil novinový stánek nacházející se v blízkosti jeho bydliště a z nalezených čísel (a jejich vztahů) „odvodil“ vzdálenost Země od Slunce, řecký měsíční cyklus,  datum bitvy u Tours (známá též jako bitva u Poitiers) jakož i molekulární vzorec naftalenu.

#### Cornelis de Jager
Podobným způsobem parodoval fungování pyramidologie a obdobných mystických spekulací založených na číslech nizozemský astronom, astrofyzik, fyzik, vysokoškolský učitel a skeptik Cornelis de Jager (*1921). Ten změřil parametry svého jízdního kola a s některými matematickými přepočty bez námahy získal několik fyzikálních konstant a astronomických hodnot. Svoje „výsledky“ zveřejnil v roce 1990 jako tzv. „Velosofie“.

#### Erik Hornung
Podle švýcarského egyptologa a profesora univerzity v Basileji Erika Hornunga je pyramidologie označována za „pseudovědu“ resp. „paravědu“, která je ve skutečnosti ospravedlnitelná jen pro pyramidology 20. století. Stejně jako astronomie vzešlá z astrologie nebo chemie zrozená z alchymie nově vzniklá disciplína egyptologie nechce nic vědět o svých pochybných kořenech a nedůtklivě reaguje na všechno co připomíná její tápající a spekulativní původ.

### Závěr: „energie“ pyramid

#### Experiment v Lille 1986
Po roce 1989 došlo v České republice k oživení experimentů s tvarovými zářiči ve formě nejrůznějších zmenšených modelů pyramid. Podle tvrzení v pramenu nelze pyramidám ani jejich typickému tvaru přisuzovat žádné zvláštní schopnosti. Pramen sice nezpochybňuje přímo československý patent Ing. Karla Drbala, ale popírá jakékoliv „magické“ schopnosti pyramid kumulovat energii jakož i jejich využití k léčebným účelům. Na podporu těchto tvrzení uvádí pramen negativní výsledek pokusu „Francouzského výboru pro výzkum paranormálních fenoménů“ na mezinárodní výstavě v severní Francii v městě Lille v roce 1986. 

#### Experimenty s potravinovou pyramidou
Magazín Koktejl prováděl v roce 2009 experimenty s komerčně vyráběnou „potravinovou“ pyramidou (za 790,-Kč), která měla uchovat potraviny dvakrát déle čerstvé. Výsledek byl negativní. Další test měl ověřit vliv pyramidy na zdraví a pohodu člověka. Byla vybrána tři metry vysoká bytelná pyramida pokrytou zlatavou fólií, která měla odstínit elektromagnetické záření. Patnáctiminutový relaxační pobyt autora článku uvnitř této pyramidy byl příjemný, ale subjekt se cítil skvěle jako po každé klidové relaxaci. Posledním pokusem bylo ověření broušení čepelek pod malým plastovým modelem pyramidy přesně podle patentu Ing. Karla Drbala. Elektronový mikroskop zkoumající ostří ani subjektivní dojmy při holení neodhalily žádné rozdíly mezi kontrolní (nebroušenou) a v pyramidě broušenou žiletkou.

#### Experimenty na Ukrajině
Poté, co na Západě vyšla v roce 1970 publikace "Psychické objevy za železnou oponou"  byly vlastnosti pyramid testovány doktorem Volodymyrem Krasnoholovetsem, teoretickým fyzikem a vedoucím pracovníkem katedry teoretické fyziky ve Fyzikálním ústavu  v Kyjevě na Ukrajině. Dr. Volodymyr Krasnoholovets testoval čepelky čtyř různých výrobců třicetidenním „pobytem“ v pyramidách a porovnal je s kontrolními vzorky, které nebyly v pyramidách. Pomocí skenovacího elektronového mikroskopu JSM  údajně zjistil významné změny v jemné morfologické struktuře ostří testovaných žiletek z pyramid. Jejich řezné hrany byly dobře „zakonzervované“ a bylo je možno označit za „zostřené“. Pokud byly čepelky v pyramidách orientovány o 90 úhlových stupňů oproti doporučení Ing. Karla Drbala, efekt „zostření“ se u nich nedostavil. Ukrajinský badatel Dr. Volodymyr Krasnoholovets je autorem teorie, která předpokládá existenci nového fyzikálního pole (inerton field) nebo vln (inerton waves) produkovaného Zemí, jenž je v pyramidách zesilováno a jež ovlivňuje materiály v nich umístěné.